# Zsófia Bán

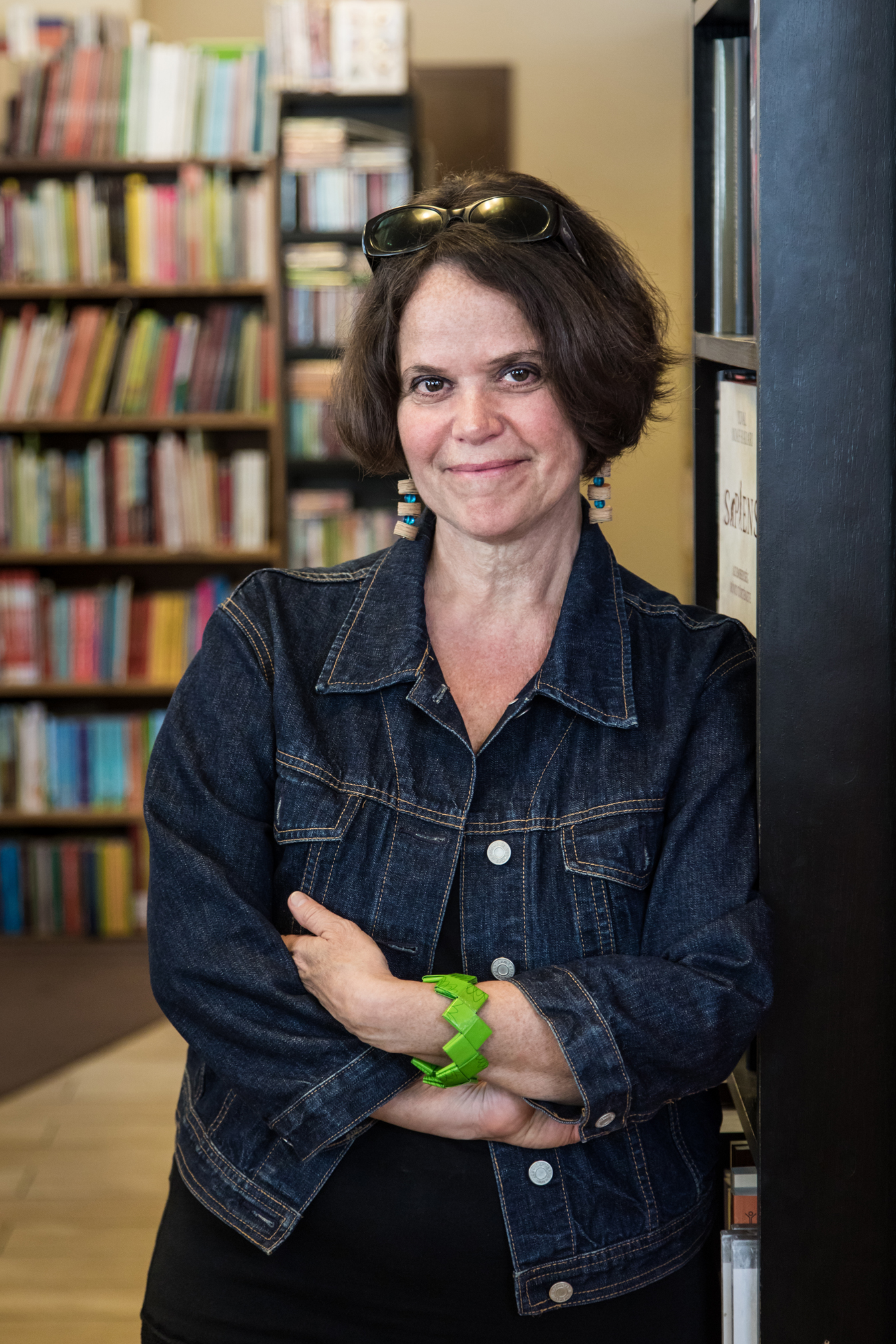
Zsófia Bán

Zsófia Bán (* 23. September 1957 in Rio de Janeiro, Brasilien) ist eine ungarische Schriftstellerin, Essayistin und Literatur- und Kunstkritikerin.

## Leben
Zsófia Bán wuchs als Kind jüdischer Eltern in Brasilien auf, 1969 kehrte die Familie nach Ungarn zurück. Sie studierte von 1976 bis 1981 Anglistik und Romanistik in Budapest, Lissabon, Minneapolis und New Brunswick. Sie arbeitete in Filmstudios, als Ausstellungskuratorin und war als wissenschaftliche Mitarbeiterin der Ungarischen Akademie der Wissenschaften, am John-F.-Kennedy-Institut in Berlin und an der Harvard-Universität tätig. Im Jahr 2014 war sie Stadtschreiberin in der Schweizer Stadt Zug. Von August 2015 bis Juli 2016 nahm Bán am Berliner Künstlerprogramm des DAAD teil.
Zsófia Bán lebt und arbeitet in Budapest, wo sie als außerordentliche Professorin der Amerikanistik an der Loránd-Eötvös-Universität lehrte. Heute ist sie als freie Schriftstellerin tätig.

## Schreiben
Zsófia Báns Schreiben thematisiert Visualität, visuelle Künste, Fotografie, Gedächtniskultur, historisches Trauma sowie Gender. Sie hat eine Vielzahl von Essays über Literatur und Visualität geschrieben, beispielsweise über W.G. Sebald, Susan Sontag, Imre Kertész und Péter Nádas. Ihre Kurzgeschichten und Essays erfuhren große Beachtung und wurden in eine Vielzahl von Sprachen übersetzt, darunter Deutsch, Englisch, Spanisch, Portugiesisch, Tschechisch, Slowakisch und Slowenisch.

## Werke

### Erzählungen
- Lehet lélegezni!. Budapest, Magvető, 2018.
  - Weiter atmen, übersetzt von Terézia Mora. Berlin, Suhrkamp Verlag, 2020. ISBN 978-3-518-42909-9.[2]
- Amikor még csak az állatok éltek. Budapest, Magvető, 2012. ISBN 978-963-14-3010-3.
  - Als nur die Tiere lebten, übersetzt von Terézia Mora. Berlin, Suhrkamp Verlag, 2014, ISBN 978-3-518-42424-7.
- Esti iskola – Olvasókönyv felnőtteknek. Budapest/Bratislava, 2007. ISBN 978-80-7149-921-3.
  - Abendschule – Eine Fibel für Erwachsene, übersetzt von Terézia Mora. Berlin, Suhrkamp Verlag, 2012. ISBN 978-3-518-42289-2.
  - Escuela nocturna – Manual de lectura para adultos, translated by José Miguel González Trevejo. Madrid, Ediciones Siruela, 2015. ISBN 978-84-16396-11-5.
  - Night School: A Reader for Grownups, translated by Jim Tucker. Rochester, Open Letter Books, 2019.

### Kinderbücher
- Vagánybagoly és a negyedik Á avagy mindenki láthat mást, 2021.
- Vagánybagoly és a harmadik Á avagy mindenki lehet más, 2019.

### Essays
- Der Sommer unsres Missvergnügens, Essays, übersetzt von Terézia Mora. Berlin, Matthes & Seitz/DAAD, 2019. ISBN 978-3-95757-720-7.
- Turul és dínó. Budapest, Magvető, 2016.
- Exponált Emlék – Családi képek a magán- és közösségi emlékezetben, Zsófia Bán und Hedvig Turai (Hg.). Budapest, AICA/Argumentum, 2008. ISBN 978-963-06-5195-0.
  - Exposed Memory: Family Pictures in Private and Collective Memory. Budapest, AICA-CEU Press, 2010. ISBN 978-963-9776-70-8.
- Próbacsomagolás. Budapest/Bratislava, Kalligram, 2008. ISBN 978-80-8101-056-9.
- Családi fényképek a privát és közösségi emlékezetben. In: Soá, Budapest, Magyar Iparművészeti Egyetem, 2004 [Tagungsband].
- Amerikáner: A huszadik századi amerikai irodalom és mûvészet kultikus darabjai. Budapest, Magvető, 2000.
- Desire and De-Scription: Words and Images of Postmodernism in the Late Poetry of William Carlos Williams. Amsterdam, Rodopi, 1999. ISBN 978-90-420-0463-4.
- Die zweite Kammer des Herzens, Der Tagesspiegel, 5. Februar 2016.

## Auszeichnungen
- 2021: Spycher: Literaturpreis Leuk
- 2020: Best Children’s Book of the Year Prize (Children’s Jury)
- 2018: Acquisition Award, LOOP Barcelona Video Festival (in Co-Produktion mit Péter Forgács)
- 2014: Internationaler Literaturpreis – Haus der Kulturen der Welt (Shortlist)
- 2013: Glass Marble Prize
- 2013: Aegon Kunstpreis (Shortlist)
- 2012: Tibor Déry-Preis
- 2009: Palládium-Preis
- 2009: Mozgó Világ-Preis
- 2008: Aegon-Preis (Shortlist)
- 2008: Attila-József-Preis
- 2007: Balassa Péter Preis